# جو والتون (كاتب)
جو والتون (بالإنجليزية: Jo Walton)‏‏ (1 ديسمبر 1964 - ) روائية، وكاتِبة، وكاتبة خيال علمي، ومدونة من كندا.

## الجوائز
- جائزة نيبولا لأفضل رواية
- جائزة جون كامبل جورج لأفضل كاتب جديد  [لغات أخرى]‏
- جائزة أذرويز [الإنجليزية]‏[6]
- جائزة هوغو لأفضل رواية